# Miszlóka
Miszlóka (szlovákul Myslava, németül Deutschendorf) Kassa város része Szlovákiában. Közigazgatásilag a Kassai kerület Kassai II. járásához tartozik.

## Fekvése

Miszlóka fekvése Kassa városában

Kassa óvárosától nyugatra, a Miszlóka-patak völgyében fekszik. Területe 5,9 km².

## Története
1382-ben „Myzla” néven említik először, a település azonban sokkal régebbi. A név pataknévként már 1297-ben is szerepel. Valószínűleg a IV. Béla által a tatárjárás után betelepített németek alapították. 1395-ben a faluban két malom is működött. 1703-ban említik sörfőzdéjét, mely a harmadik legnagyobb volt Kassa vidékén. Téglagyára már 1707-ben üzemelt és egészen 1861-ig működött. Vaskohó is üzemelt itt, 1851-ben pedig már nagyolvasztója is volt.
A 18. század végén Vályi András így ír róla: „MISZLÓKA. Miszlava. Tót falu Abaúj Várm. földes Ura Kassa Városa, lakosai katolikusok, fekszik Kassához nem meszsze, 3/4 része szántó földgyeinek, és réttyeinek soványas, legelője sem elég, de Kassához közel vagyon, holott keresetre jó módgyok van.”
Fényes Elek 1851-ben kiadott geográfiai szótárában így ír a faluról: „Miszloka, Mislava, Deutschendorf, tót-német falu, Abauj vmegyében, Kassához egy órányira: 961 kath. lak., kik pálinka főzésből, vászon-fehéritésből, s a kassaiak fejérruhájaiknak mosásából táplálják magokat, s hajdan mind németek valának, de már nagyobbára eltótosodtak. F. u. Kassa városa. Kath. paroch. templom.”
Borovszky Samu monográfiasorozatának Abaúj-Torna vármegyét tárgyaló része szerint: „A Miszlóka-patak kies völgyébe érünk most, körútunk utolsó helységéhez. Ez Miszlóka község, 130 házzal és 1185 tót lakossal. Postája és távirója Kassa, a honnan félórányira van. Lakosságát II. Gejza király idejében telepitették ide Flandriából. Azután lassankint eltótosodtak. A betelepitettek közt volt egy Scholcz nevü báró is, a kinek utódai maig is élnek. A lakosok ág. ev. vallásuak voltak, az ellenreformácziókor azonban Kassa városa, mely már a XV. században földesura volt, kormányrendeletre felszólitotta őket az áttérésre. Egy részük engedett, de a másik rész inkább ott hagyta Miszlókát és Nyiregyházára vándorolt, a hol a ma is virágzó evangelikus tót telepet alapitotta. A lakosok foglalkozása a földmivelésen kívül bányászat, favágás és fuvarozás; az asszonyok és leányok Kassára járnak, részint mint napszámosok, részint mint dohánygyári munkások. Kath. templomát Kassa városa 1728-ban építtette.”
1920 előtt Abaúj-Torna vármegye Kassai járásához tartozott, majd az új Csehszlovák államhoz csatolták. 1938 és 1945 között ismét Magyarország része.

## Népessége
1910-ben 1230-an, többségében szlovákok lakták, jelentős magyar kisebbséggel.
Lakosainak száma 2003-ban 1616 fő volt.
2011-ben 1997 lakosából 1861 fő szlovák volt.

## Nevezetességei

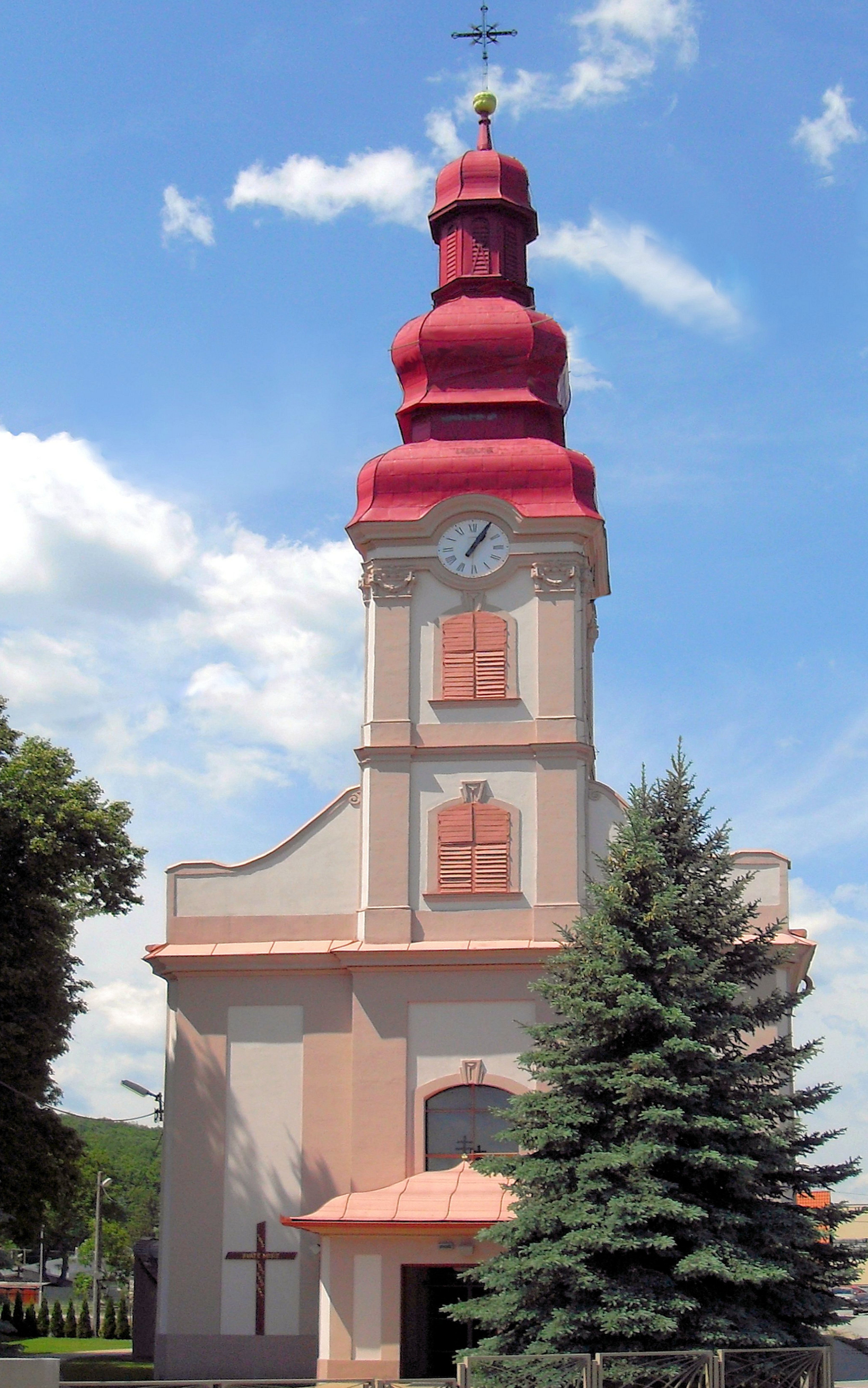
Szent Bertalan-templom

- Szent Bertalannak szentelt római katolikus templomát 1788-ban építették klasszicista stílusban.